# Sutom
SUTOM est un jeu vidéo de réflexion disponible sur un site web. L'objectif est de deviner chaque jour un mot constitué de six à dix lettres. Le concept et la stratégie du jeu sont inspirés directement du jeu télévisé Motus et de sa version anglaise Wordle.

## Système de jeu
SUTOM est gratuit et ne nécessite pas d'inscription.
Ce jeu est connu pour sa difficulté et de nombreux joueurs passent de longues minutes à réfléchir avant de trouver le mot du jour ou de se retrouver en échec.

### Règles
Chaque jour, un nouveau mot doit être deviné et le joueur dispose de six essais pour y parvenir,. La première lettre du mot est révélée d'avance. Seuls les mots français présents dans le dictionnaire sont utilisés dans le jeu.
À chaque proposition de mot, des indications sont fournies pour aider le joueur dans sa réflexion ; indications données sous forme de couleurs pour chaque lettre proposée : une lettre sur fond bleu signifie qu'elle n'est pas présente dans le mot recherché, une lettre cerclée de jaune indique qu'elle est bien dans le mot, mais sans être à la bonne place et une lettre entourée de rouge veut dire qu'elle est bien présente dans le mot et à la bonne place.
Une fois le mot du jour trouvé, le joueur peut consulter ses statistiques de jeu et il est invité à partager ses résultats sur les réseaux sociaux.

## Historique
Jonathan Magano est le développeur de la première version de SUTOM, version codée en quelques heures et en direct sur sa chaîne twitch. Ce nom est l'inversion de celui du jeu télévisé Motus, auquel il emprunte ses règles comme le code couleur des lettres. Jonathan Magano publie SUTOM en ligne le 8 janvier 2022 et laisse en libre accès le code source du jeu. Il y aura ensuite plusieurs nouvelles versions de SUTOM, comme Motchus et Tusmo.
Toutefois, en mars 2022, le créateur de SUTOM reçoit un courrier d'avocat de France Télévisions, propriétaire de la marque MOTUS, lui intimant de ne plus utiliser le nom SUTOM.
Finalement, fin mars 2022, France Télévisions permet l'utilisation du nom.